# Punta Giordani
Punta Giordani (4046 m n. m.) je hora ve Walliských Alpách. Leží na území Itálie na hranici regionů Valle d'Aosta a Piemont nedaleko švýcarských hranic. Náleží do masivu Monte Rosa. Přiléhá k Ludwigshöhe a Piramide Vincent. Na vrchol je možné vystoupit od chaty Capanna Giovanni Gnifetti (3647 m n. m.). Pod horou se nachází ledovec Indren.
Horu poprvé zdolal 23. července 1801 Pietro Giordani.